# Sea Beach Line

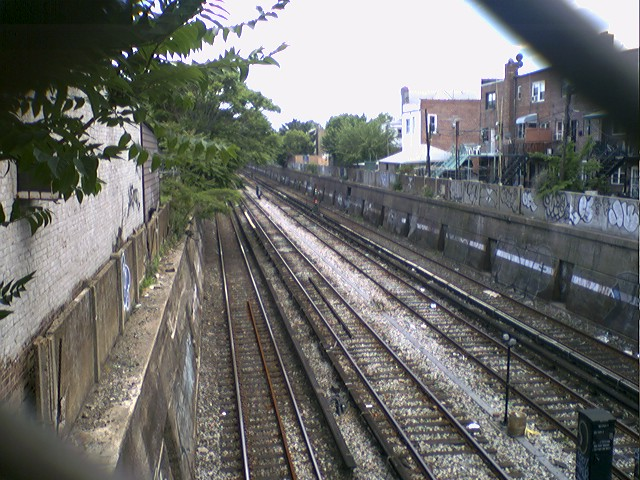
Vier sporen van de Sea Beach Line

De Sea Beach Line is een metrolijntraject van de New York City Subway volledig gelegen in de borough Brooklyn van New York. De buurten Sunset Park, Borough Park, New Utrecht, Bensonhurst, Gravesend en Coney Island worden bediend. Het traject wordt met een lokale treindienst, stoppend aan alle stations, verzorgd door metrolijn N. De spoorlijn met vier sporen ligt in een open inham, en over de hele lengte zijn de twee centrale sporen voor een sneldienst, die de snelste verbinding tussen Manhattan en het zuiden van Brooklyn zou zijn gezien er geen enkel station is op het traject dat door deze middelste sporen wordt bediend. Er is op dit moment geen bediening door een sneldienst. Er is wel een beperkt bijkomend gebruik van de lokale sporen door metrolijn W die enkele ritten per weekdag in de ochtend en de avondspits laat doorrijden tot 86th Street.  De zuidelijke terminus is het metrostation Coney Island-Stillwell Avenue in Coney Island, de lijn loopt vervolgens noordwaarts tot de sporen aansluiten op de Fourth Avenue Line en na de passage van de East River door de Montague Street Tunnel in Manhattan op de Broadway Line. Het meest noordelijke station op de Sea Beach Line is 8th Avenue.
De oorsprong van de metrolijn was de in 1876 geopende dubbelsporige spoorlijn New York and Sea Beach Railroad. De lijn werd in 1897 overgenomen door de Brooklyn Rapid Transit Company (BRT, later Brooklyn-Manhattan Transit Corporation of BMT). Gefinancierd door de Dual Contracts werd in 1913 de spoorlijn en de stations aangepast voor metrotreinstellen.

## Stations
Met het icoon van een rolstoel zijn de stations aangeduid die ingericht zijn in overeenstemming met de Americans with Disabilities Act van 1990.
| Station                       |  | Dienst |
| ----------------------------- |  | ------ |
| 8th Avenue                    |  | ()     |
| Fort Hamilton Parkway         |  | ()     |
| New Utrecht Avenue            |  | ()     |
| 18th Avenue                   |  | ()     |
| 20th Avenue                   |  | ()     |
| Bay Parkway                   |  | ()     |
| Kings Highway                 |  | ()     |
| Avenue U                      |  | ()     |
| 86th Street                   |  | ()     |
| Coney Island-Stillwell Avenue |  |        |

 ·  ·  ·  ·  ·  ·  ·  ·  · 